# Kristiansund VBK
Kristiansund VBK – norweski klub siatkarski z Kristiansund, założony w 1981 roku. Obecnie występuje w najwyższej klasie rozgrywkowej (Eliteserien).

## Rozgrywki krajowe

### Rozgrywki ligowe
| Sezon        | 1998/1999   | 1999/2000   | 2000/2001   | 2001/2002   | 2002/2003   | 2003/2004   | 2004/2005   | 2005/2006   | 2006/2007   | 2007/2008   | 2009/2010   |
| Rozgrywki    | 1. divisjon | Eliteserien | Eliteserien | Eliteserien | Eliteserien | Eliteserien | Eliteserien | Eliteserien | Eliteserien | Eliteserien | Eliteserien |
| Faza/miejsce | 1. miejsce  | 3. miejsce  | 1. miejsce  | 2. miejsce  | 1. miejsce  | 3. miejsce  |             | 1. miejsce  | ćwierćfinał | 6. miejsce  | 5. miejsce  |

### Puchar Norwegii
| Sezon        | 1999/2000  | 2000/2001  | 2001/2002  | 2003/2004  | 2004/2005  | 2005/2006 | 2007/2008  | 2008/2009  | 2009/2010   | 2010/2011   |
| Faza/miejsce | 2. miejsce | 2. miejsce | 2. miejsce | 2. miejsce | 1. miejsce | półfinał  | 1. miejsce | 1. miejsce | ćwierćfinał | ćwierćfinał |

## Rozgrywki międzynarodowe
| Sezon        | 2000/2001  |
| Rozgrywki    | Puchar CEV |
| Faza/miejsce | I runda    |

## Kadra w sezonie 2009/2010
| Numer | Imię i nazwisko      | Narodowość | Data urodzenia | Wzrost (w cm) | Pozycja                  |
| ----- | -------------------- | ---------- | -------------- | ------------- | ------------------------ |
| 1     | Iver Horrem          | Norwegia   | 01.01.1977     | 189           | przyjmujący              |
| 2     | Jon Grydeland        | Norwegia   | 12.11.1974     | 178           | rozgrywający/libero      |
| 4     | Sjur Godø            | Norwegia   | 04.1988        | 190           | przyjmujący              |
| 5     | Øyvind Boxaspen      | Norwegia   | 10.1979        | 195           | uniwersalny              |
| 6     | Ove Petter Sørheim   | Norwegia   | 04.1985        | 188           | rozgrywający             |
| 7     | Todd Erick Johnson   | Norwegia   | 01.1977        | 198           | rozgrywający/przyjmujący |
| 8     | Jon Vegard Berntzen  | Norwegia   | 07.1989        | 199           | środkowy                 |
| 9     | Espen Gøranson       | Norwegia   | 07.1968        | 199           | środkowy/przyjmujący     |
| 10    | Sigurd Festøy        | Norwegia   |                |               | przyjmujący              |
| 11    | Kent Aspnes          | Norwegia   | 11.1981        | 198           | środkowy                 |
| 12    | Kurt Eriksen         | Norwegia   |                |               | libero                   |
| 13    | Kjell Arne Gøranson  | Norwegia   | 12.1970        | 193           | atakujący/libero         |
| 14    | Ole Andreas Tomelthy | Norwegia   |                |               | libero                   |
| 15    | Martin Granum        | Norwegia   | 08.88          | 197           | środkowy                 |